# 4 Heures de l'Aragon 2023
Les 4 Heures de l'Aragon 2023, disputées le 26 août 2023 sur le Circuit Motorland Aragon, sont la première édition de cette course et la troisième manche de l'European Le Mans Series 2023.

## Qualifications
| Pos. | Classe      | N° | Écurie                    | Pilote                | Temps          | Écart      | Grille |
| 1    | LMP2        | 22 | United Autosports USA     | Phil Hanson           | 1 min 46 s 822 | —          | 1      |
| 2    | LMP2        | 30 | Duqueine Team             | Neel Jani             | 1 min 46 s 850 | + 0 s 028  | 2      |
| 3    | LMP2        | 43 | Inter Europol Competition | Olli Caldwell         | 1 min 46 s 901 | + 0 s 079  | 3      |
| 4    | LMP2        | 47 | Cool Racing               | José María López      | 1 min 47 s 262 | + 0 s 440  | 4      |
| 5    | LMP2        | 28 | IDEC Sport                | Paul-Loup Chatin      | 1 min 47 s 308 | + 0 s 486  | 5      |
| 6    | LMP2        | 23 | United Autosports USA     | Garnet Patterson      | 1 min 47 s 379 | + 0 s 557  | 6      |
| 7    | LMP2        | 65 | Panis Racing              | Tijmen van der Helm   | 1 min 47 s 852 | + 1 s 030  | 7      |
| 8    | LMP2 Pro/Am | 34 | Racing Team Turkey        | Salih Yoluç           | 1 min 49 s 361 | + 2 s 539  | 8      |
| 9    | LMP2 Pro/Am | 99 | Proton Competition        | Giorgio Roda          | 1 min 49 s 682 | + 2 s 860  | 9      |
| 10   | LMP2 Pro/Am | 24 | Nielsen Racing            | Rodrigo Sales         | 1 min 49 s 859 | + 3 s 037  | 10     |
| 11   | LMP2 Pro/Am | 83 | AF Corse                  | François Perrodo      | 1 min 49 s 898 | + 3 s 076  | 11     |
| 12   | LMP2 Pro/Am | 19 | Team Virage               | Alexander Mattschull  | 1 min 50 s 289 | + 3 s 467  | 12     |
| 13   | LMP2 Pro/Am | 37 | Cool Racing               | Alexandre Coigny      | 1 min 50 s 691 | + 3 s 869  | 13     |
| 14   | LMP2 Pro/Am | 81 | DragonSpeed USA           | Henrik Hedman         | 1 min 51 s 020 | + 4 s 198  | 14     |
| 15   | LMP2 Pro/Am | 3  | DKR Engineering           | Andreas Laskaratos    | 1 min 52 s 016 | + 5 s 194  | 15     |
| 16   | LMP3        | 13 | Inter Europol Competition | Wyatt Brichacek (en)  | 1 min 52 s 269 | + 5 s 447  | 16     |
| 17   | LMP3        | 31 | Racing Spirit of Léman    | Antoine Doquin        | 1 min 52 s 590 | + 5 s 768  | 17     |
| 18   | LMP3        | 8  | Team Virage               | Manuel Espirito Santo | 1 min 52 s 616 | + 5 s 794  | 18     |
| 19   | LMP2 Pro/Am | 20 | Algarve Pro Racing        | Fred Poordad          | 1 min 52 s 632 | + 5 s 810  | 19     |
| 20   | LMP3        | 11 | Eurointernational         | Adam Ali              | 1 min 52 s 649 | + 5 s 827  | 20     |
| 21   | LMP2 Pro/Am | 21 | United Autosports USA     | Daniel Schneider      | 1 min 52 s 651 | + 5 s 829  | 21     |
| 22   | LMP3        | 10 | Eurointernational         | Glenn van Berlo (en)  | 1 min 52 s 679 | + 5 s 857  | 22     |
| 23   | LMP3        | 17 | Cool Racing               | Marcos Siebert        | 1 min 52 s 773 | + 5 s 951  | 23     |
| 24   | LMP3        | 15 | RLR Msport                | Gael Julien           | 1 min 52 s 832 | + 6 s 010  | 24     |
| 25   | LMP3        | 4  | DKR Engineering           | Pedro Perino          | 1 min 52 s 833 | + 6 s 011  | 25     |
| 26   | LMP3        | 12 | WTM par Rinaldi Racing    | Óscar Tunjo           | 1 min 53 s 088 | + 6 s 266  | 26     |
| 27   | LMP3        | 35 | Ultimate                  | Matthieu Lahaye       | 1 min 53 s 340 | + 6 s 518  | 27     |
| 28   | LMP3        | 7  | Nielsen Racing            | Ryan Harper-Ellam     | 1 min 53 s 503 | + 6 s 681  | 28     |
| 29   | LMP3        | 5  | RLR Msport                | Valdemar Eriksen      | 1 min 53 s 657 | + 6 s 835  | 29     |
| 30   | LMGTE       | 66 | JMW Motorsport            | Martin Berry          | 1 min 57 s 022 | + 10 s 200 | 30     |
| 31   | LMGTE       | 50 | Formula Racing            | Johnny Laursen        | 1 min 57 s 263 | + 10 s 441 | 31     |
| 32   | LMGTE       | 16 | Proton Competition        | Ryan Hardwick         | 1 min 57 s 375 | + 10 s 553 | 32     |
| 33   | LMGTE       | 93 | Proton Competition        | Michael Fassbender    | 1 min 57 s 574 | + 10 s 752 | 33     |
| 34   | LMGTE       | 57 | Kessel Racing             | Takeshi Kimura        | 1 min 57 s 598 | + 10 s 776 | 34     |
| 35   | LMGTE       | 77 | Proton Competition        | Christian Ried        | 1 min 57 s 674 | + 10 s 852 | 35     |
| 36   | LMGTE       | 72 | TF Sport                  | Arnold Robin          | 1 min 57 s 723 | + 10 s 901 | 36     |
| 37   | LMGTE       | 55 | Spirit of Race            | Duncan Cameron        | 1 min 57 s 850 | + 11 s 028 | 37     |
| 38   | LMGTE       | 44 | GMB Motorsport            | Jens Møller           | 1 min 58 s 034 | + 11 s 212 | 38     |
| 39   | LMGTE       | 60 | Iron Lynx                 | Claudio Schiavoni     | 1 min 59 s 303 | + 12 s 481 | 39     |
| 40   | LMGTE       | 51 | AF Corse                  | Kriton Lentoudis      | 1 min 59 s 769 | + 12 s 947 | 40     |
| 41   | LMGTE       | 95 | TF Sport                  | John Hartshorne       | 1 min 59 s 969 | + 13 s 147 | 41     |
| 42   | LMP2        | 25 | Algarve Pro Racing        | —                     | —              | —          | 42     |

## Course

### Classement de la course
Voici le classement final au terme de la course.
- Les vainqueurs de chaque catégorie sont signalés par un fond jauni.
- Pour la colonne Pneus, il faut passer le curseur au-dessus du modèle pour connaître le manufacturier de pneumatiques.

| Pos  | Classe      | no | Écurie                    | Pilotes                                                                   | Châssis                        | Pneus | Tours | Temps               |
| Pos  | Classe      | no | Écurie                    | Pilotes                                                                   | Moteur                         | Pneus | Tours | Temps               |
| ---- | ----------- | -- | ------------------------- | ------------------------------------------------------------------------- | ------------------------------ | ----- | ----- | ------------------- |
| 1    | LMP2        | 22 | United Autosports USA     | Marino Sato Phil Hanson Oliver Jarvis                                     | Oreca 07                       | G     | 119   | 4 h 00 min 18 s 186 |
| 1    | LMP2        | 22 | United Autosports USA     | Marino Sato Phil Hanson Oliver Jarvis                                     | Gibson GK428 4,2 l V8 Atmo     | G     | 119   | 4 h 00 min 18 s 186 |
| 2    | LMP2        | 28 | IDEC Sport                | Paul Lafargue Paul-Loup Chatin Laurents Hörr                              | Oreca 07                       | G     | 119   | + 14 s 987          |
| 2    | LMP2        | 28 | IDEC Sport                | Paul Lafargue Paul-Loup Chatin Laurents Hörr                              | Gibson GK428 4,2 l V8 Atmo     | G     | 119   | + 14 s 987          |
| 3    | LMP2        | 25 | Algarve Pro Racing        | Kyffin Simpson James Allen Alexander Lynn                                 | Oreca 07                       | G     | 119   | + 25 s 257          |
| 3    | LMP2        | 25 | Algarve Pro Racing        | Kyffin Simpson James Allen Alexander Lynn                                 | Gibson GK428 4,2 l V8 Atmo     | G     | 119   | + 25 s 257          |
| 4    | LMP2        | 65 | Panis Racing              | Manuel Maldonado Job van Uitert Tijmen van der Helm                       | Oreca 07                       | G     | 119   | + 37 s 383          |
| 4    | LMP2        | 65 | Panis Racing              | Manuel Maldonado Job van Uitert Tijmen van der Helm                       | Gibson GK428 4,2 l V8 Atmo     | G     | 119   | + 37 s 383          |
| 5    | LMP2 Pro/Am | 83 | AF Corse                  | François Perrodo Matthieu Vaxivière Alessio Rovera                        | Oreca 07                       | G     | 119   | + 45 s 146          |
| 5    | LMP2 Pro/Am | 83 | AF Corse                  | François Perrodo Matthieu Vaxivière Alessio Rovera                        | Gibson GK428 4,2 l V8 Atmo     | G     | 119   | + 45 s 146          |
| 6    | LMP2        | 47 | Cool Racing               | Vladislav Lomko Reshad de Gerus José María López                          | Oreca 07                       | G     | 119   | + 56 s 150          |
| 6    | LMP2        | 47 | Cool Racing               | Vladislav Lomko Reshad de Gerus José María López                          | Gibson GK428 4,2 l V8 Atmo     | G     | 119   | + 56 s 150          |
| 7    | LMP2 Pro/Am | 24 | Nielsen Racing            | Rodrigo Sales Ben Hanley Mathias Beche                                    | Oreca 07                       | G     | 119   | + 1 min 00 s 030    |
| 7    | LMP2 Pro/Am | 24 | Nielsen Racing            | Rodrigo Sales Ben Hanley Mathias Beche                                    | Gibson GK428 4,2 l V8 Atmo     | G     | 119   | + 1 min 00 s 030    |
| 8    | LMP2        | 30 | Duqueine Team             | Nico Pino René Binder Neel Jani                                           | Oreca 07                       | G     | 119   | + 1 min 07 s 120    |
| 8    | LMP2        | 30 | Duqueine Team             | Nico Pino René Binder Neel Jani                                           | Gibson GK428 4,2 l V8 Atmo     | G     | 119   | + 1 min 07 s 120    |
| 9    | LMP2        | 23 | United Autosports USA     | Garnet Patterson Guy Smith Paul di Resta                                  | Oreca 07                       | G     | 119   | + 1 min 42 s 005    |
| 9    | LMP2        | 23 | United Autosports USA     | Garnet Patterson Guy Smith Paul di Resta                                  | Gibson GK428 4,2 l V8 Atmo     | G     | 119   | + 1 min 42 s 005    |
| 10   | LMP2 Pro/Am | 21 | United Autosports USA     | Daniel Schneider Andrew Meyrick Filipe Albuquerque                        | Oreca 07                       | G     | 119   | + 1 min 48 s 516    |
| 10   | LMP2 Pro/Am | 21 | United Autosports USA     | Daniel Schneider Andrew Meyrick Filipe Albuquerque                        | Gibson GK428 4,2 l V8 Atmo     | G     | 119   | + 1 min 48 s 516    |
| 11   | LMP2 Pro/Am | 20 | Algarve Pro Racing        | Fred Poordad (de) Tristan Vautier Bent Viscaal                            | Oreca 07                       | G     | 118   | + 1 tour            |
| 11   | LMP2 Pro/Am | 20 | Algarve Pro Racing        | Fred Poordad (de) Tristan Vautier Bent Viscaal                            | Gibson GK428 4,2 l V8 Atmo     | G     | 118   | + 1 tour            |
| 12   | LMP2 Pro/Am | 99 | Proton Competition        | Giorgio Roda Jonas Ried Gianmaria Bruni                                   | Oreca 07                       | G     | 118   | + 1 tour            |
| 12   | LMP2 Pro/Am | 99 | Proton Competition        | Giorgio Roda Jonas Ried Gianmaria Bruni                                   | Gibson GK428 4,2 l V8 Atmo     | G     | 118   | + 1 tour            |
| 13   | LMP2 Pro/Am | 19 | Team Virage               | Alexander Mattschull Ian Rodríguez (en) Tatiana Calderón                  | Oreca 07                       | G     | 118   | + 1 tour            |
| 13   | LMP2 Pro/Am | 19 | Team Virage               | Alexander Mattschull Ian Rodríguez (en) Tatiana Calderón                  | Gibson GK428 4,2 l V8 Atmo     | G     | 118   | + 1 tour            |
| 14   | LMP2 Pro/Am | 81 | DragonSpeed USA           | Henrik Hedman Sebastián Montoya Juan Pablo Montoya                        | Oreca 07                       | G     | 118   | + 1 tour            |
| 14   | LMP2 Pro/Am | 81 | DragonSpeed USA           | Henrik Hedman Sebastián Montoya Juan Pablo Montoya                        | Gibson GK428 4,2 l V8 Atmo     | G     | 118   | + 1 tour            |
| 15   | LMP2 Pro/Am | 3  | DKR Engineering           | Modèle:GRER-d Andreas Laskaratos Sebastián Álvarez (en) Nathanaël Berthon | Oreca 07                       | G     | 118   | + 1 tour            |
| 15   | LMP2 Pro/Am | 3  | DKR Engineering           | Modèle:GRER-d Andreas Laskaratos Sebastián Álvarez (en) Nathanaël Berthon | Gibson GK428 4,2 l V8 Atmo     | G     | 118   | + 1 tour            |
| 16   | LMP3        | 17 | Cool Racing               | Adrien Chila Marcos Siebert Alex García (en)                              | Ligier JS P320                 | M     | 114   | + 5 tours           |
| 16   | LMP3        | 17 | Cool Racing               | Adrien Chila Marcos Siebert Alex García (en)                              | Nissan VK56 5,6 l V8 Atmo      | M     | 114   | + 5 tours           |
| 17   | LMP3        | 12 | WTM par Rinaldi Racing    | Torsten Kratz Leonard Weiss Óscar Tunjo                                   | Duqueine M30 - D08             | M     | 113   | + 6 tours           |
| 17   | LMP3        | 12 | WTM par Rinaldi Racing    | Torsten Kratz Leonard Weiss Óscar Tunjo                                   | Nissan VK56 5,6 l V8 Atmo      | M     | 113   | + 6 tours           |
| 18   | LMP3        | 35 | Ultimate                  | Éric Trouillet (de) Jean-Baptiste Lahaye (de) Matthieu Lahaye             | Ligier JS P320                 | M     | 113   | + 6 tours           |
| 18   | LMP3        | 35 | Ultimate                  | Éric Trouillet (de) Jean-Baptiste Lahaye (de) Matthieu Lahaye             | Nissan VK56 5,6 l V8 Atmo      | M     | 113   | + 6 tours           |
| 19   | LMGTE       | 57 | Kessel Racing             | Takeshi Kimura Gregory Huffaker II (en) Davide Rigon                      | Ferrari 488 GTE Evo            | G     | 113   | + 6 tours           |
| 19   | LMGTE       | 57 | Kessel Racing             | Takeshi Kimura Gregory Huffaker II (en) Davide Rigon                      | Ferrari F154CB 3,9 l V8 Turbo  | G     | 113   | + 6 tours           |
| 20   | LMGTE       | 16 | Proton Competition        | Ryan Hardwick Zacharie Robichon Alessio Picariello                        | Porsche 911 RSR-19             | G     | 113   | + 6 tours           |
| 20   | LMGTE       | 16 | Proton Competition        | Ryan Hardwick Zacharie Robichon Alessio Picariello                        | Porsche 4,2 l Flat-6 Atmo      | G     | 113   | + 6 tours           |
| 21   | LMGTE       | 93 | Proton Competition        | Michael Fassbender Martin Rump Richard Lietz                              | Porsche 911 RSR-19             | G     | 113   | + 6 tours           |
| 21   | LMGTE       | 93 | Proton Competition        | Michael Fassbender Martin Rump Richard Lietz                              | Porsche 4,2 l Flat-6 Atmo      | G     | 113   | + 6 tours           |
| 22   | LMGTE       | 77 | Proton Competition        | Christian Ried Giammarco Levorato Julien Andlauer                         | Porsche 911 RSR-19             | G     | 113   | + 6 tours           |
| 22   | LMGTE       | 77 | Proton Competition        | Christian Ried Giammarco Levorato Julien Andlauer                         | Porsche 4,2 l Flat-6 Atmo      | G     | 113   | + 6 tours           |
| 23   | LMGTE       | 66 | JMW Motorsport            | Martin Berry Lorcan Hanafin Jon Lancaster                                 | Ferrari 488 GTE Evo            | G     | 113   | + 6 tours           |
| 23   | LMGTE       | 66 | JMW Motorsport            | Martin Berry Lorcan Hanafin Jon Lancaster                                 | Ferrari F154CB 3,9 l V8 Turbo  | G     | 113   | + 6 tours           |
| 24   | LMGTE       | 55 | Spirit of Race            | Duncan Cameron Matthew Griffin David Perel                                | Ferrari 488 GTE Evo            | G     | 113   | + 6 tours           |
| 24   | LMGTE       | 55 | Spirit of Race            | Duncan Cameron Matthew Griffin David Perel                                | Ferrari F154CB 3,9 l V8 Turbo  | G     | 113   | + 6 tours           |
| 25   | LMP3        | 15 | RLR Msport                | Horst Felbermayr, Jr. Gael Julien Mateusz Kaprzyk                         | Ligier JS P320                 | M     | 113   | + 6 tours           |
| 25   | LMP3        | 15 | RLR Msport                | Horst Felbermayr, Jr. Gael Julien Mateusz Kaprzyk                         | Nissan VK56 5,6 l V8 Atmo      | M     | 113   | + 6 tours           |
| 26   | LMP2 Pro/Am | 34 | Racing Team Turkey        | Salih Yoluç Charlie Eastwood Louis Delétraz                               | Oreca 07                       | G     | 113   | + 6 tours           |
| 26   | LMP2 Pro/Am | 34 | Racing Team Turkey        | Salih Yoluç Charlie Eastwood Louis Delétraz                               | Gibson GK428 4,2 l V8 Atmo     | G     | 113   | + 6 tours           |
| 27   | LMP3        | 11 | Eurointernational         | Matthew Richard Bell Adam Ali                                             | Ligier JS P320                 | M     | 112   | + 7 tours           |
| 27   | LMP3        | 11 | Eurointernational         | Matthew Richard Bell Adam Ali                                             | Nissan VK56 5,6 l V8 Atmo      | M     | 112   | + 7 tours           |
| 28   | LMGTE       | 60 | Iron Lynx                 | Claudio Schiavoni Matteo Cressoni Matteo Cairoli                          | Porsche 911 RSR-19             | G     | 112   | + 7 tours           |
| 28   | LMGTE       | 60 | Iron Lynx                 | Claudio Schiavoni Matteo Cressoni Matteo Cairoli                          | Porsche 4,2 l Flat-6 Atmo      | G     | 112   | + 7 tours           |
| 29   | LMGTE       | 44 | GMB Motorsport            | Jens Møller Gustav Birch Nicki Thiim                                      | Aston Martin Vantage AMR       | G     | 112   | + 7 tours           |
| 29   | LMGTE       | 44 | GMB Motorsport            | Jens Møller Gustav Birch Nicki Thiim                                      | Aston Martin 4,0 l V8 Bi-Turbo | G     | 112   | + 7 tours           |
| 30   | LMP3        | 7  | Nielsen Racing            | Ryan Harper-Ellam Anthony Wells                                           | Ligier JS P320                 | M     | 112   | + 7 tours           |
| 30   | LMP3        | 7  | Nielsen Racing            | Ryan Harper-Ellam Anthony Wells                                           | Nissan VK56 5,6 l V8 Atmo      | M     | 112   | + 7 tours           |
| 31   | LMGTE       | 72 | TF Sport                  | Valentin Hasse-Clot (de) Arnold Robin Maxime Robin (de)                   | Aston Martin Vantage AMR       | G     | 111   | + 8 tours           |
| 31   | LMGTE       | 72 | TF Sport                  | Valentin Hasse-Clot (de) Arnold Robin Maxime Robin (de)                   | Aston Martin 4,0 l V8 Bi-Turbo | G     | 111   | + 8 tours           |
| 32   | LMGTE       | 51 | AF Corse                  | Rui Águas Kriton Lentoudis Ulysse de Pauw (en)                            | Ferrari 488 GTE Evo            | G     | 111   | + 8 tours           |
| 32   | LMGTE       | 51 | AF Corse                  | Rui Águas Kriton Lentoudis Ulysse de Pauw (en)                            | Ferrari F154CB 3,9 l V8 Turbo  | G     | 111   | + 8 tours           |
| 33   | LMGTE       | 95 | TF Sport                  | Jonathan Adam John Hartshorne Ben Tuck                                    | Aston Martin Vantage AMR       | G     | 111   | + 8 tours           |
| 33   | LMGTE       | 95 | TF Sport                  | Jonathan Adam John Hartshorne Ben Tuck                                    | Aston Martin 4,0 l V8 Bi-Turbo | G     | 111   | + 8 tours           |
| 34   | LMP3        | 5  | RLR Msport                | James Dayson Valdemar Eriksen Jack Manchester                             | Ligier JS P320                 | M     | 109   | + 10 tours          |
| 34   | LMP3        | 5  | RLR Msport                | James Dayson Valdemar Eriksen Jack Manchester                             | Nissan VK56 5,6 l V8 Atmo      | M     | 109   | + 10 tours          |
| 35   | LMP3        | 4  | DKR Engineering           | Alexander Bukhantsov Pedro Perino James Winslow                           | Duqueine M30 - D08             | M     | 108   | + 11 tours          |
| 35   | LMP3        | 4  | DKR Engineering           | Alexander Bukhantsov Pedro Perino James Winslow                           | Nissan VK56 5,6 l V8 Atmo      | M     | 108   | + 11 tours          |
| N.c. | LMP2 Pro/Am | 37 | Cool Racing               | Alexandre Coigny Malthe Jakobsen Nicolas Lapierre                         | Oreca 07                       | G     | 110   |                     |
| N.c. | LMP2 Pro/Am | 37 | Cool Racing               | Alexandre Coigny Malthe Jakobsen Nicolas Lapierre                         | Gibson GK428 4,2 l V8 Atmo     | G     | 110   |                     |
| N.c. | LMP3        | 13 | Inter Europol Competition | Kai Askey Wyatt Brichacek (en) Miguel Cristóvão                           | Ligier JS P320                 | M     | 88    |                     |
| N.c. | LMP3        | 13 | Inter Europol Competition | Kai Askey Wyatt Brichacek (en) Miguel Cristóvão                           | Nissan VK56 5,6 l V8 Atmo      | M     | 88    |                     |
| N.c. | LMP3        | 8  | Team Virage               | Manuel Espirito Sanro Nick Adcock Michael Jensen                          | Ligier JS P320                 | M     | 71    |                     |
| N.c. | LMP3        | 8  | Team Virage               | Manuel Espirito Sanro Nick Adcock Michael Jensen                          | Nissan VK56 5,6 l V8 Atmo      | M     | 71    |                     |
| N.c. | LMP3        | 31 | Racing Spirit of Léman    | Jacques Wolff Jean-Ludovic Foubert Antoine Doquin                         | Ligier JS P320                 | M     | 69    |                     |
| N.c. | LMP3        | 31 | Racing Spirit of Léman    | Jacques Wolff Jean-Ludovic Foubert Antoine Doquin                         | Nissan VK56 5,6 l V8 Atmo      | M     | 69    |                     |
| N.c. | LMP3        | 10 | EuroInternational         | Matthias Lüthen (en) Glenn van Berlo (en)                                 | Ligier JS P320                 | M     | 67    |                     |
| N.c. | LMP3        | 10 | EuroInternational         | Matthias Lüthen (en) Glenn van Berlo (en)                                 | Nissan VK56 5,6 l V8 Atmo      | M     | 67    |                     |
| N.c. | LMP2        | 43 | Inter Europol Competition | Rui Andrade Olli Caldwell Jonathan Aberdein                               | Oreca 07                       | G     | 32    |                     |
| N.c. | LMP2        | 43 | Inter Europol Competition | Rui Andrade Olli Caldwell Jonathan Aberdein                               | Gibson GK428 4,2 l V8 Atmo     | G     | 32    |                     |
| N.c. | LMGTE       | 50 | Formula Racing            | Johnny Laursen Conrad Laursen Nicklas Nielsen                             | Ferrari 488 GTE Evo            | G     | 28    |                     |
| N.c. | LMGTE       | 50 | Formula Racing            | Johnny Laursen Conrad Laursen Nicklas Nielsen                             | Ferrari F154CB 3,9 l V8 Turbo  | G     | 28    |                     |

## Pole position et record du tour
- Pole position :  Phil Hanson (#22 United Autosports USA) en 1 min 46 s 822
- Meilleur tour en course :  Malthe Jakobsen (#37 Cool Racing) en 1 min 48 s 792

## Tours en tête
- no 22 Oreca 07 - United Autosports USA :  85 tours (1-20 / 22-44 / 60-84 / 103-119)[7]
- no 23 Oreca 07 - United Autosports USA :  1 tour (21)
- no 28 Oreca 07 - IDEC Sport :  17 tours (45-59 / 101-102)
- no 65 Oreca 07 - Panis Racing :  14 tours (85-98)
- no 25 Oreca 07 - Algarve Pro Racing :  2 tours (99-100)

## À noter
- Longueur du circuit : 5,344 km
- Distance parcourue par les vainqueurs : 635,936 km